# Аррингтон, Майкл
Майкл Аррингтон (англ. Michael Arrington) — основатель и соавтор блога TechCrunch, посвящённого технологическим стартапам Кремниевой долины и общим технологическим новостям в США и других странах. Журналы Wired и Forbes называли Аррингтона одним из наиболее влиятельных людей в Интернете.
В 2008 году Аррингтон был назван журналом Time одним из наиболее влиятельных людей во всём мире. Журнал Wired также включал его в диаграмму «интернет-болтунов», отмечая его одержимость вебом 2.0.

## Биография
Аррингтон вырос в Хантингтон-Бич (Калифорния) и в графстве Суррей (Англия), учился в Калифорнийском университете в Беркли и окончил колледж Клермон-Маккенна со специализацией в области экономики. В 1995 году он окончил школу права Стэнфордского университета. Он проходил практику по корпоративному праву и ценным бумагам в O’Melveny & Myers и в Wilson Sonsini Goodrich & Rosati.
Аррингтон покинул юридическую практику и присоединился к стартапу Real Names, провалившемуся после привлечения 100 миллионов долларов. Аррингтон был одним из основателей Achex — компании интернет-платежей, которая была продана First Data за 32 миллиона долларов, а теперь является бэк-эндом онлайнового Western Union.
Аррингтон получил известность в Интернете благодаря своему блогу TechCrunch о Кремниевой долине. TechCrunch пишет об интернет-стартапах и новостях. В сентябре 2011 года Аррингтон покинул TechCrunch и AOL.
Аррингтон известен тем, что выступает за бросание колледжа. В 2010 году на серии лекций «Выдающийся инноватор» в Калифорнийском университете в Беркли он заявил: «самое лучшее, что можно сделать — это проучиться год в Гарварде и бросить его. Все будут знать, что вы были достаточно умны, чтобы попасть в него».